# Recensement de la population en Grèce

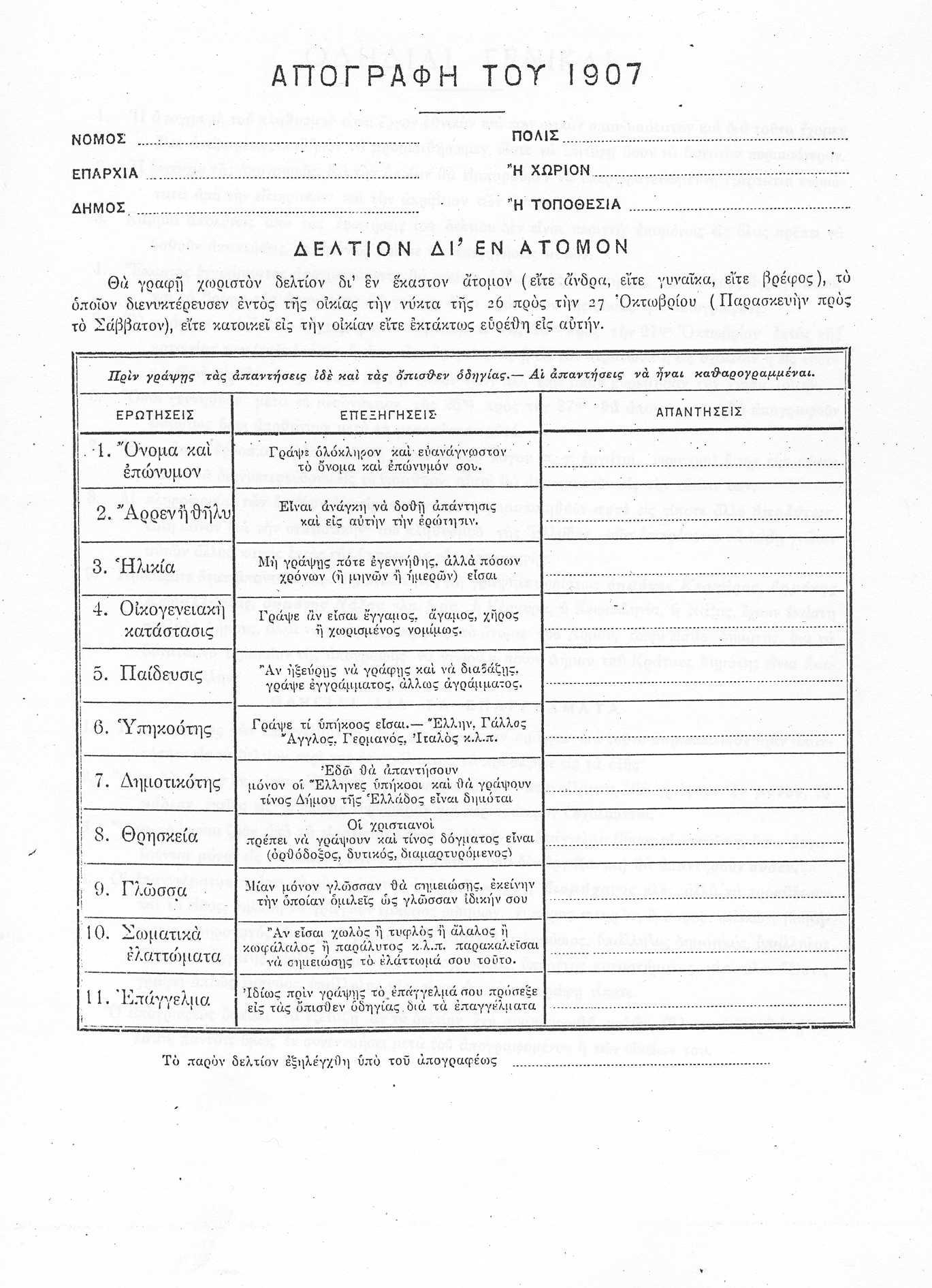
Bulletin du recensement de 1907.

Le recensement de la population en Grèce, effectué par l'État grec indépendant, depuis sa création en 1828 jusqu'à nos jours, permet de connaître la population du pays. Dans un passé lointain, les recensements ont eu lieu à des intervalles irréguliers, alors qu'après la Seconde Guerre mondiale, ils sont établis tous les dix ans, à partir de 1951. Trente recensements ont été réalisés à ce jour.
Le premier d'entre eux consiste en des comptages simples avec une fiabilité réduite, en raison de leur longue durée. De 1836 à 1845, un recensement de la population est effectué chaque année, avec l'ajout du sexe et de l'âge. 1839 est la première année où les résultats du recensement sont publiés dans la Gazette du gouvernement (el), tandis qu'en 1853 et 1856, les chiffres sont publiés par les préfectures, les provinces, les municipalités et les villes qui sont des capitales de nome.
La durée des recensements varie. Ceux-ci durent généralement une journée, à l'exception du recensement de 1861 qui a duré 60 jours et du dernier recensement de 2011 qui s'est déroulé en deux phases,. Le dernier recensement complet est celui de 2011. L'organisme chargé de la mise en œuvre des recensements est l' Autorité statistique hellénique (ELSTAT), ancien service national de statistique de Grèce. 

## Recensements
Les recensements rapportés par l'Autorité statistique hellénique (initialement dénommée «Comité statistique de l'État grec»
), dans ses publications officielles, ont été effectués dans les années suivantes : 1828, 1838, 1839, 1840, 1841, 1842, 1843, 1844, 1845, 1848, 1853, 1856, 1861, 1870, 1879, 1889, 1896, 1907, 1920, 1928, 1940, 1951, 1961, 1971, 1981, 1991, 2001 et 2011. Un recensement -officiel- a déjà été réalisé, en 1701 par les Vénitiens, mais il ne concernait que le Péloponnèse.

### Source de la traduction
- (el) Cet article est partiellement ou en totalité issu de l’article de Wikipédia en grec moderne intitulé « Ελληνική απογραφή » (voir la liste des auteurs).